# 지질학의 역사

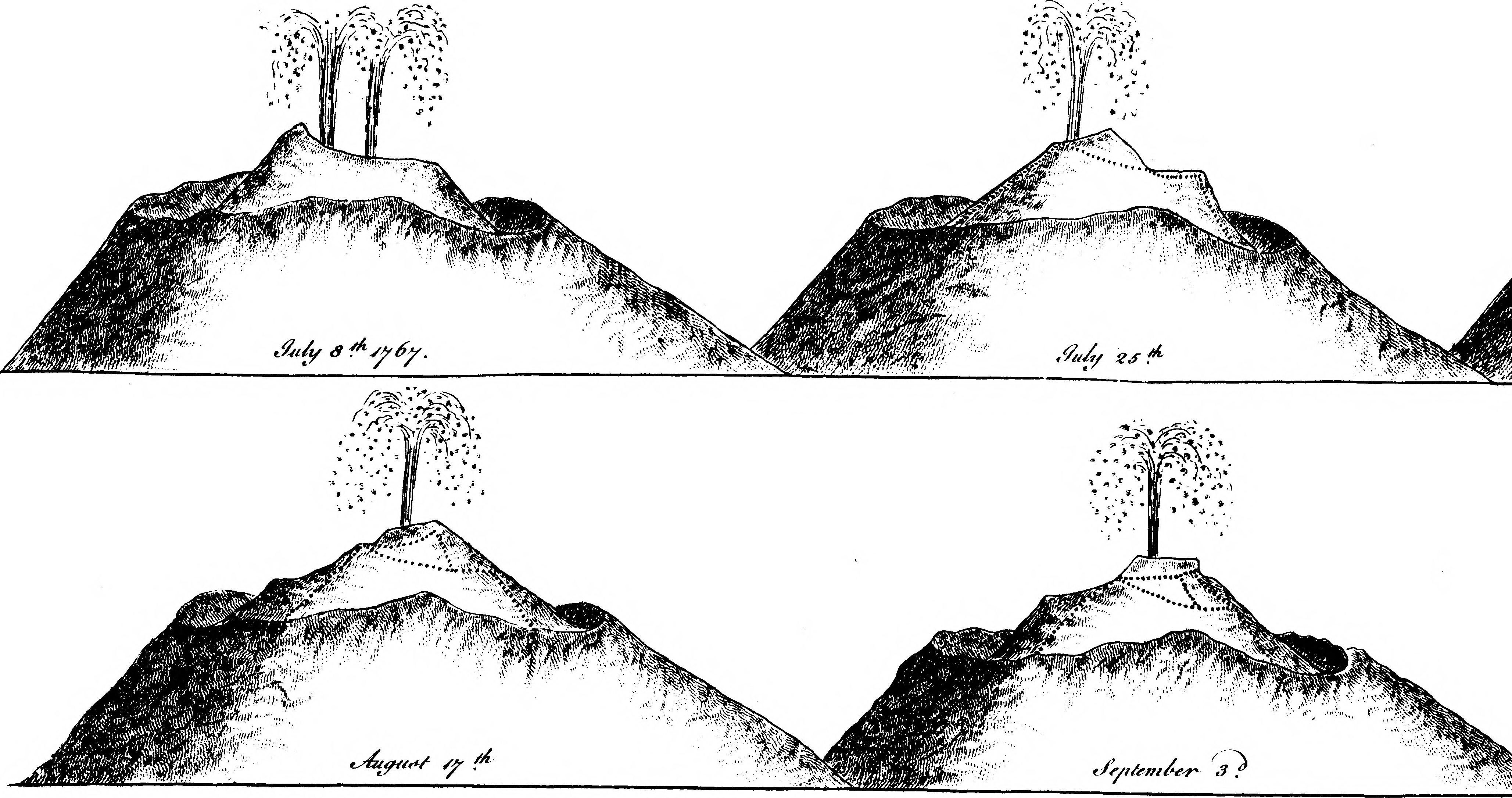
윌리엄 해밀턴의 1767년 베수비오산 화산 폭발 기록 삽화

지질학의 역사 또는 지질학사는 지질학이라는 자연 과학의 발전에 관한 것이다. 지질학은 지구의 기원, 역사, 구조를 과학적으로 연구하는 학문이다.

## 고대
기원전 540년, 크세노파네스는 산의 퇴적물에서 발견된 화석 물고기와 조개류를 설명했다. 헤로도토스(기원전 490년경)도 비슷한 화석을 언급했다.
초기의 지질학적 생각 중 일부는 지구의 기원에 관한 것이었다. 고대 그리스는 지구의 기원에 관한 몇 가지 기본적인 지질학적 개념을 발전시켰다. 또한 기원전 4세기에는 아리스토텔레스가 지질학적 변화의 느린 속도에 대한 중요한 관찰을 했다. 그는 지형의 구성을 관찰하고 지구가 느린 속도로 변화하며 이러한 변화는 한 사람의 일생 동안 관찰할 수 없다는 이론을 세웠다. 아리스토텔레스는 지구가 물리적으로 변하는 속도에 관해 지질학적 영역과 연결된 최초의 증거 기반 개념 중 하나를 발전시켰다.
그러나 그의 후계자이자 뤼케이온의 철학자인 테오프라스토스가 자신의 저서인 '돌에 대하여'에서 고대 지질학 발전에 가장 큰 기여를 했다. 그는 아테네 근처 라우리움과 같이 현지 광산뿐만 아니라 더 멀리 떨어진 광산에서 발견된 많은 광물과 광석을 설명했다. 그는 또한 대리암과 석회암과 같은 건축 자재의 종류를 자연스럽게 논의했으며, 굳기와 같은 특성에 따라 광물의 원시적인 분류를 시도했다.
그보다 훨씬 후 고대 로마 시대에 가이우스 플리니우스 세쿤두스는 실용적인 목적으로 널리 사용되던 많은 광물과 금속에 대해 매우 광범위하게 논의했다. 그는 일부 조각에 갇힌 곤충을 관찰하여 호박의 기원이 나무의 화석화된 나뭇진임을 올바르게 확인한 최초의 인물 중 한 명이었다. 그는 또한 다이아몬드의 팔면체 습성을 인식함으로써 결정학의 기초를 닦았다.

## 중세 시대
아부 알 라이한 알 비루니(서기 973–1048)는 초기 무슬림 지질학자 중 한 명으로, 그의 저서에는 인도 아대륙이 한때 바다였다고 가설을 세운 인도의 지질학에 대한 초기 저술이 포함되어 있다.
페르시아의 박식가인 이븐 시나(아비케나, 서기 981–1037)는 이흐완 알 사파 및 기타 여러 자연 철학자들과 함께 지질학 및 자연과학(그가 '아타비야트'라고 불렀던)에 중요한 기여를 했다. 이븐 시나는 '키탑 알 시파'(무지로부터의 치료, 치유 또는 구제의 책)라는 제목의 백과사전적인 저작을 썼는데, 그 중 2부 5장에는 아리스토텔레스의 광물학 및 기상학에 대한 그의 주석이 6개 장으로 구성되어 있다: 산의 형성, 구름 형성에 있어 산의 이점; 물의 원천; 지진의 기원; 광물의 형성; 지구 지형의 다양성.
중세 중국에서 가장 흥미로운 박물학자 중 한 명은 심괄(1031–1095)이었다. 그는 당대 여러 학문 분야에 걸쳐 박식한 인물이었다. 지질학 분야에서 심괄은 지형학 이론을 처음으로 정립한 자연주의자 중 한 명이다. 이는 태평양에서 수백 마일 떨어진 타이항산맥에서 발견된 퇴적암 융기, 토양 침식, 미사 퇴적, 해양 화석에 대한 그의 관찰을 기반으로 한 것이다. 그는 또한 건조한 북부 산시성 옌저우(현 옌안시) 근처 지하에 보존된 화석화된 대나무를 관찰한 후 점진적인 기후 변화 이론을 정립했다. 그는 지형 형성 과정에 대한 가설을 세웠는데, 바다에서 수백 마일 떨어진 산의 지질 지층에서 조개 화석을 관찰한 것을 바탕으로, 지형이 산의 침식과 미사 퇴적에 의해 형성되었다고 추론했다.

## 17세기

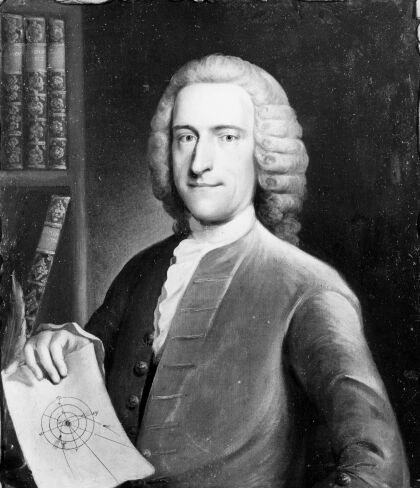
새로운 지구 이론에서 가장 잘 묘사된 혜성 대격변 이론을 보여주는 휘스턴의 초상화와 다이어그램

지질학이 크게 발전한 것은 17세기부터였다. 이때 지질학은 자연 과학의 세계에서 자체적인 존재가 되었다. 기독교 세계에서는 성경의 다른 번역본들이 성경 본문의 다른 버전을 포함하고 있다는 사실이 발견되었다. 모든 해석에서 일관되게 유지된 유일한 존재는 대홍수가 세계의 지질과 지리학을 형성했다는 것이었다. 성경의 진위를 증명하기 위해 사람들은 대홍수가 실제로 일어났음을 과학적 증거로 입증할 필요성을 느꼈다. 이러한 데이터에 대한 열망이 높아지면서 지구 구성에 대한 관찰이 증가했고, 이는 결국 화석 발견으로 이어졌다.
1687년, 수학자이자 물리학자인 아이작 뉴턴은 자신의 저서 《수학 원리》에서 지구와 크기가 같은 철 구체가 식는 실험을 바탕으로 지구의 나이를 50,000년으로 처음 계산했다.
지구 구성에 대한 관심이 높아지면서 나온 이론들은 대개 대홍수 개념을 지지하기 위해 조작되었지만, 진정한 결과는 지구 구성에 대한 더 큰 관심이었다. 17세기의 강력한 기독교 신념으로 인해 가장 널리 받아들여진 지구 기원 이론은 1696년 윌리엄 휘스턴이 출판한 《새로운 지구 이론》이었다. 휘스턴은 기독교적 추론을 사용하여 대홍수가 발생했으며 이 홍수가 지구의 암석 지층을 형성했다고 "증명"했다.
17세기 동안 지구의 기원에 대한 종교적, 과학적 추측은 지구에 대한 관심을 더욱 증폭시켰고 지구의 지층에 대한 보다 체계적인 식별 기술을 가져왔다. 지구의 지층은 대략 동일한 구성을 가진 수평적인 암석층으로 정의될 수 있다. 이 과학 분야의 중요한 선구자는 니콜라스 스테노였다. 스테노는 과학의 고전 텍스트를 통해 교육을 받았지만, 1659년에는 자연 세계에 대한 통념에 심각하게 의문을 제기했다. 특히 그는 화석이 땅에서 자랐다는 생각뿐만 아니라 암석 형성의 일반적인 설명에도 의문을 제기했다. 이 주제에 대한 그의 조사와 후속 결론으로 인해 학자들은 그를 현대 층서학과 지질학의 창시자 중 한 명으로 간주하게 되었다. (성인이 되어 가톨릭 신자가 된 스테노는 결국 주교가 되었고, 1988년 교황 요한 바오로 2세에 의해 시복되었다. 따라서 그는 복자 니콜라스 스테노라고도 불린다.)

## 18세기

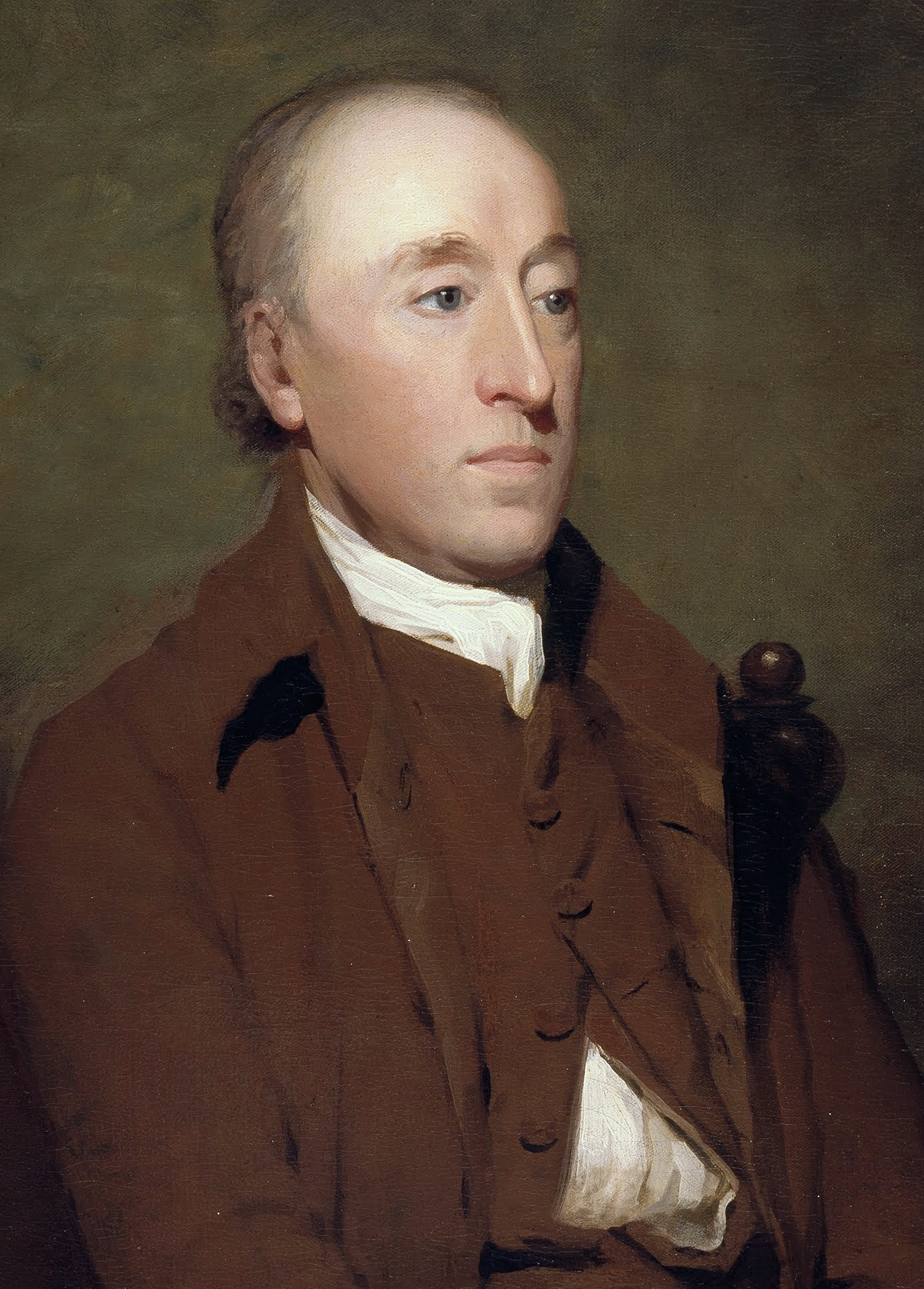
스코틀랜드인 제임스 허턴은 현대 지질학의 아버지로 여겨진다.

지구의 본질과 기원에 대한 관심이 증가하면서 지구 지각의 광물 및 기타 구성 요소에 대한 관심도 높아졌다. 더욱이 18세기 중후반 유럽에서 광업의 경제적 중요성이 증가하면서 광석과 그 자연 분포에 대한 정확한 지식의 보유가 필수적이 되었다. 학자들은 땅 자체뿐만 아니라 그 안에 포함된 상업적 가치가 큰 준보석 금속에 대한 자세한 비교 및 설명을 통해 체계적인 방식으로 지구 구성을 연구하기 시작했다. 예를 들어, 1774년 아브라함 고틀로프 베르너는 Von den äusserlichen Kennzeichen der Fossilien(화석의 외부 특징에 대하여)라는 책을 출판했는데, 그는 외부 특성에 기반한 특정 광물 식별을 위한 상세한 시스템을 제시하여 광범위한 인정을 받았다. 채광을 위한 생산적인 땅을 더 효율적으로 식별하고 준보석 금속을 찾을 수 있을수록 더 많은 돈을 벌 수 있었다. 이러한 경제적 이득에 대한 욕구는 지질학을 주목받게 했고 인기 있는 학문 분야로 만들었다. 이를 연구하는 사람들의 수가 증가하면서 지구에 대한 더 자세한 관찰과 더 많은 정보가 나왔다.
또한 18세기에는 지구의 역사, 즉 통용되는 종교적 개념과 사실적 증거 사이의 차이점이 사회에서 다시 한번 인기 있는 논의 주제가 되었다. 1749년 프랑스의 박물학자 조르주루이 르클레르 드 뷔퐁 백작은 그의 저서 《자연사》를 출판했는데, 이 책에서 그는 휘스턴과 다른 교회 이론가들이 제시한 지구의 역사에 대한 인기 있는 성경적 설명을 비판했다. 그는 식어가는 구체에 대한 실험을 통해 지구의 나이가 성경에서 추론된 4,000년 또는 5,500년이 아니라 75,000년이라는 것을 발견했다.
신이나 성경을 언급하지 않고 지구의 역사를 기술한 또 다른 인물은 철학자 이마누엘 칸트였다. 그는 1755년에 《천체계의 일반 자연사 및 이론》(Allgemeine Naturgeschichte und Theorie des Himmels)을 출판했다. 이 존경받는 인물들과 다른 사람들의 저작으로 인해 18세기 중반에는 지구의 나이를 의문시하는 것이 용납되었다. 이 질문은 지구 연구의 전환점을 나타냈다. 이제 종교적 선입견 없이 과학적 관점에서 지구의 역사를 연구하는 것이 가능해졌다.
지구의 역사를 탐구하는 데 과학적 방법이 적용되면서 지질학 연구는 독자적인 과학 분야가 될 수 있었다. 우선, 지질학 연구를 구성하는 용어와 정의를 확립해야 했다. "지질학"이라는 용어는 두 제네바 자연학자 장앙드레 들뤽과 오라스 베네딕트 드 소쉬르에 의해 처음으로 출판물에서 기술적으로 사용되었지만, 드니 디드로가 1751년부터 출판한 매우 영향력 있는 백과사전인 《백과전서》에서 채택될 때까지는 용어로서 잘 받아들여지지 않았다.
용어가 지구와 그 역사를 연구하는 것을 의미하는 것으로 확립되자, 지질학은 서서히 교육 기관에서 연구 분야로 가르칠 수 있는 독자적인 과학으로 더 널리 인식되었다. 1741년 프랑스에서 가장 잘 알려진 자연사 기관인 국립 자연사 박물관은 지질학만을 위한 최초의 교직을 창설했다. 이는 지질학 지식을 과학으로서 더욱 증진하고 그러한 지식을 널리 보급하는 가치를 인정하는 데 중요한 단계였다.
1770년대에 화학은 지질학의 이론적 기초에서 중추적인 역할을 하기 시작했으며, 전념하는 추종자들을 가진 두 가지 대립적인 이론이 등장했다. 이러한 대조적인 이론들은 지구 표면의 암석층이 어떻게 형성되었는지에 대한 다른 설명을 제공했다. 한 이론은 아마도 성경의 대홍수와 같은 액체의 범람이 모든 지질학적 지층을 만들었다고 주장했다. 이 이론은 17세기부터 발전해 온 화학 이론을 확장한 것으로, 존 워커 (스코틀랜드), 요한 고트샬크 발레리우스 (스웨덴), 아브라함 고틀로프 베르너 (독일)가 이를 지지했다. 이 이름들 중에서 베르너의 견해는 1800년경 국제적으로 영향력을 갖게 되었다. 그는 현무암과 화강암을 포함한 지구의 지층이 지구 전체를 덮었던 바다에서 침전물로 형성되었다고 주장했다. 베르너의 시스템은 영향력이 있었고 그의 이론을 받아들인 사람들은 딜루비아니스트 또는 해성설주의자로 알려졌다. 해성설은 18세기 후반, 특히 화학 교육을 받은 사람들에게 가장 인기가 많았다.
그러나 1780년대부터 또 다른 이론이 서서히 통용되기 시작했다. 물 대신 18세기 중반의 일부 자연학자들(예: 뷔퐁)은 지층이 열(또는 불)을 통해 형성되었다고 주장했다. 이 이론은 1780년대에 스코틀랜드 자연학자 제임스 허턴에 의해 수정되고 확장되었다. 그는 해성설에 반대하여 열에 기반한 이론을 제안했다. 19세기 초 이 이론을 따른 사람들은 이 견해를 화성설이라고 불렀다. 즉, 지구는 역사를 통해 발생했으며 현재에도 계속되는 동일한 과정에 의해 녹은 덩어리가 느린 속도로 점진적으로 응고되어 형성되었다는 것이다. 이는 그로 하여금 지구가 측정할 수 없을 정도로 오래되었고 성경에서 추론된 연대기만으로는 설명할 수 없다는 결론에 도달하게 했다.

## 19세기

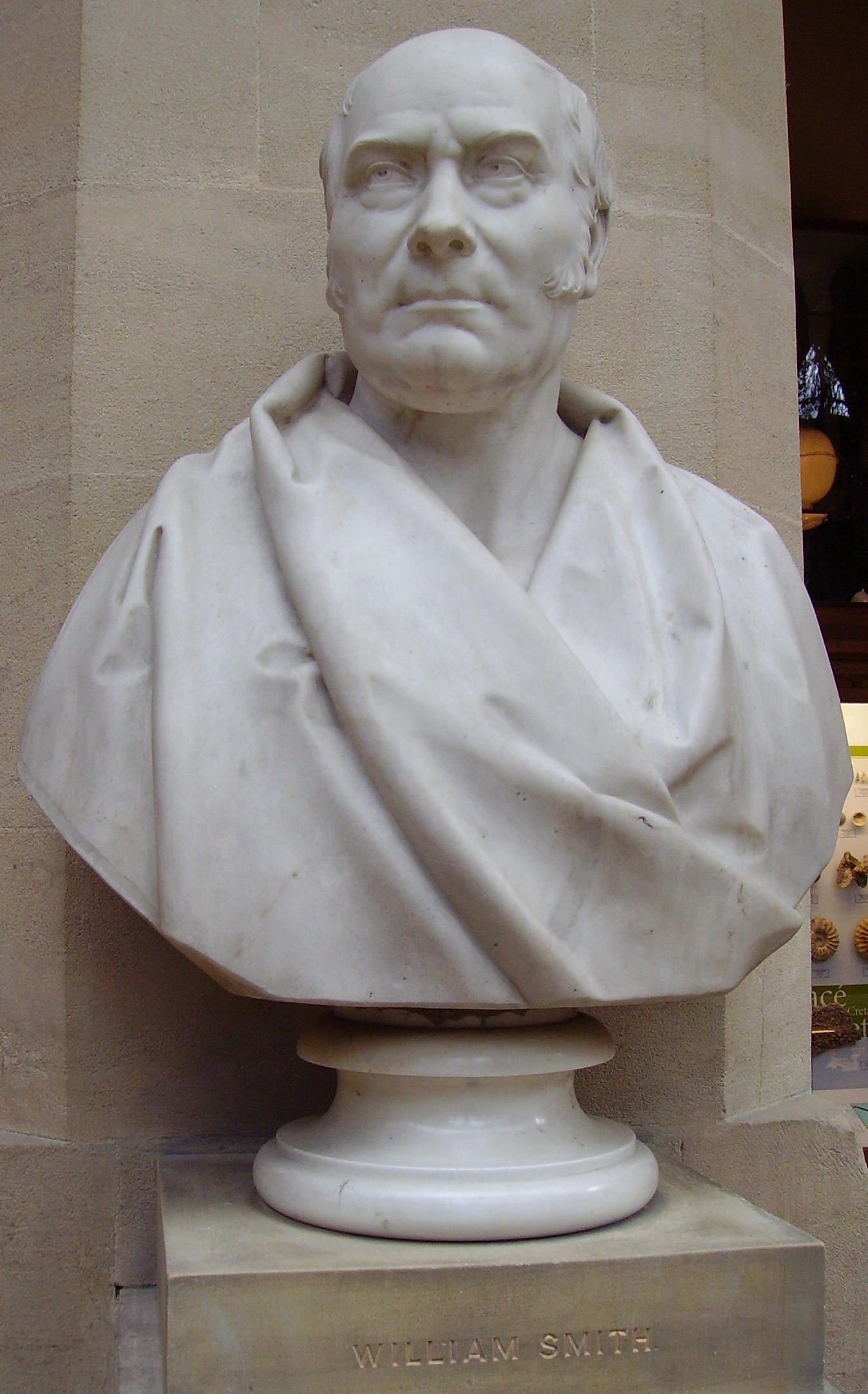
옥스퍼드 대학교 자연사 박물관의 윌리엄 스미스 흉상

19세기 초, 광업과 산업 혁명은 "시간에 따른 형성 순서에 따라 배열된 암석층의 연속"인 층서학적 기둥의 급속한 발전을 자극했다. 영국에서는 광업 측량사 윌리엄 스미스가 1790년대부터 운하 시스템 작업으로 전국을 돌아다니면서 화석이 달리 유사한 지형 지층을 구별하는 매우 효과적인 수단임을 경험적으로 발견하고 영국 최초의 지질도를 제작했다. 거의 같은 시기에 프랑스의 비교 해부학자 조르주 퀴비에는 에콜 데 민 드 파리에서 동료 알렉상드르 브롱니아르의 도움을 받아 화석의 상대적 연대를 지질학적 관점에서, 즉 화석이 위치한 암석층과 이 암석층이 지구 표면으로부터 떨어진 거리에 따라 결정할 수 있다는 것을 깨달았다. 그들의 발견을 종합하여 브롱니아르와 퀴비에는 다른 지층을 화석 내용물로 식별할 수 있으며 따라서 각 지층에 순서상 고유한 위치를 부여할 수 있다는 것을 깨달았다.
1811년 퀴비에와 브롱니아르의 저서 "파리 주변의 지질학적 설명"이 출판되어 이 개념이 제시된 후, 층서학은 지질학자들 사이에서 매우 인기를 얻었다. 많은 사람들이 이 개념을 지구의 모든 암석에 적용하기를 희망했다. 이 세기 동안 다양한 지질학자들이 층서학적 기둥을 더욱 정교하게 다듬고 완성했다. 예를 들어, 1833년 애덤 세지윅이 그가 캄브리아기로 확립한 암석을 매핑하는 동안, 찰스 라이엘은 다른 곳에서 제3기를 세분화할 것을 제안했다. 한편, 로드릭 머치슨은 다른 방향에서 웨일스로 매핑하면서 세지윅의 캄브리아기 상부를 자신의 실루리아기 하부에 할당했다. 층서학적 기둥은 이러한 암석에 상대적인 연대를 부여하는 방법을 제공함으로써 중요했다. 이는 지구의 나이를 측정하는 전 지구적인 접근 방식을 만들었으며, 다양한 국가의 지구 지각 구성에서 발견된 유사성으로부터 추가적인 상관관계를 도출할 수 있게 했다.

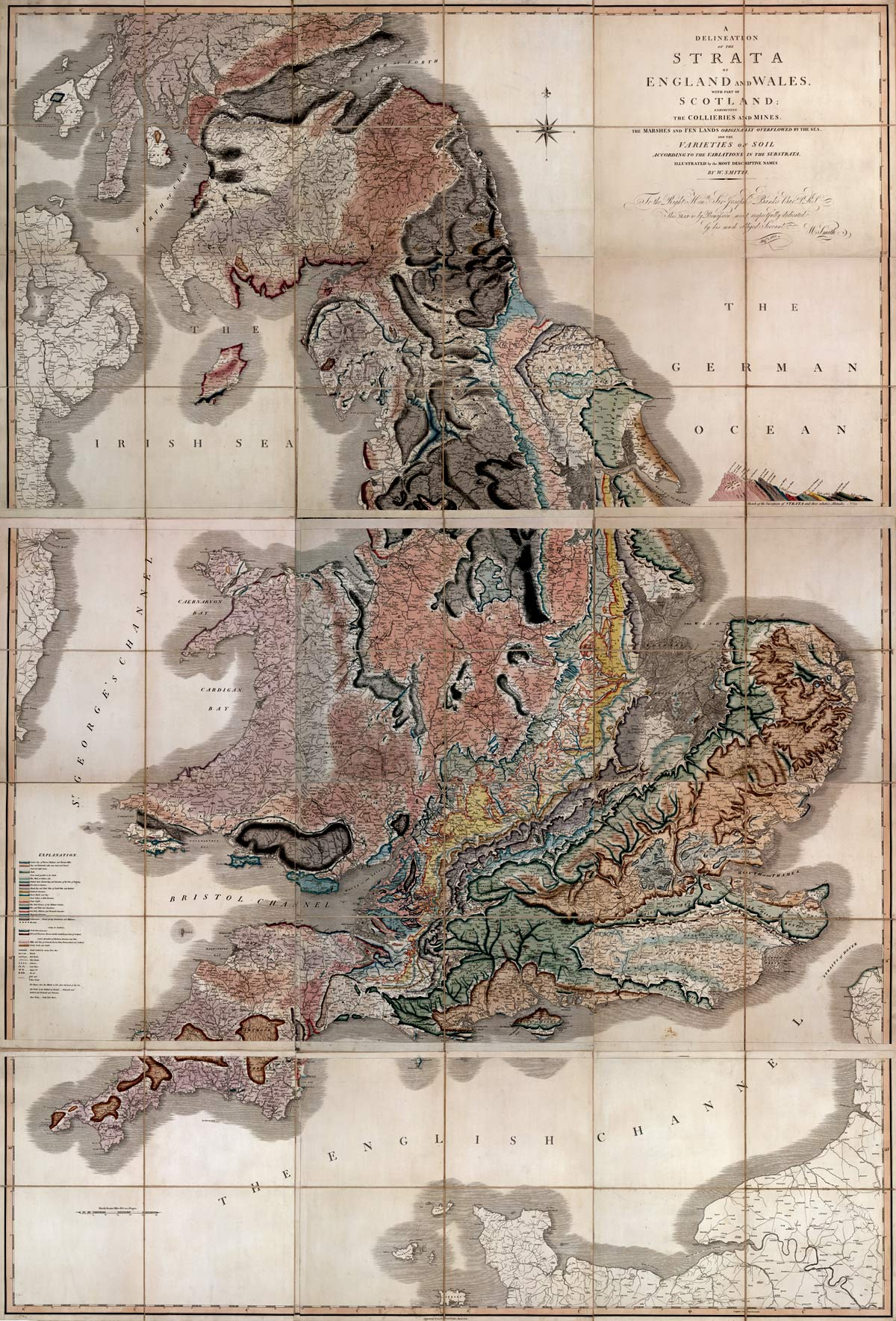
1815년 윌리엄 스미스가 발행한 그레이트브리튼섬 지질도

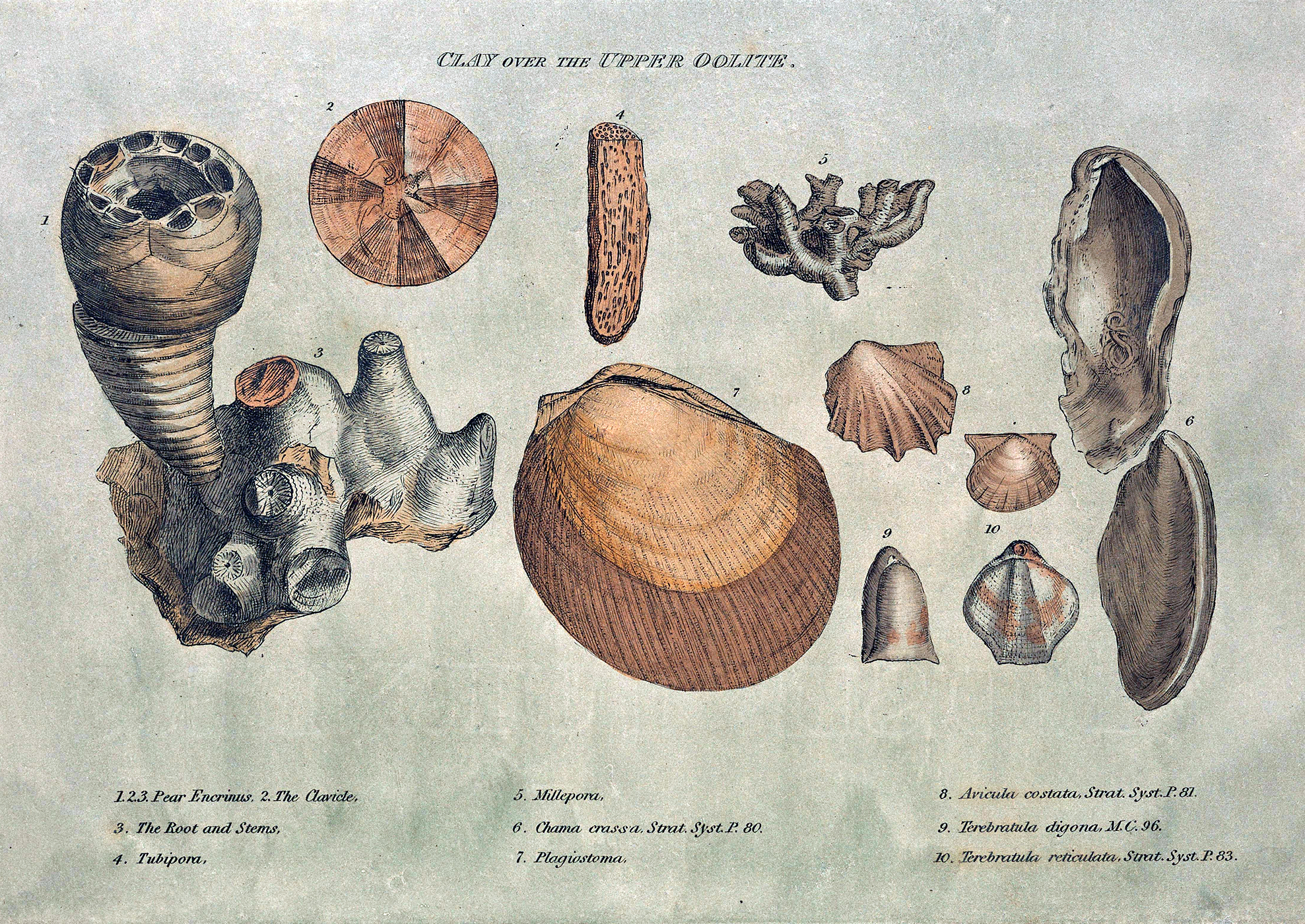
1815년 윌리엄 스미스의 화석으로 지층을 식별하는 논문에서 발췌한 판화

19세기 초 그레이트브리튼섬에서 격변설은 지질학적 과학과 성경의 대홍수의 종교적 전통을 조화시키려는 목적으로 채택되었다. 1820년대 초 윌리엄 버클랜드와 애덤 세지윅을 포함한 영국 지질학자들은 "홍수 퇴적물"을 노아의 홍수 결과로 해석했지만, 그 10년이 끝날 무렵에는 지역적인 범람으로 의견을 수정했다. 찰스 라이엘은 1830년에 그의 책 《지질학의 원리》의 첫 권을 출판하여 격변설에 도전했다. 이 책은 영국, 프랑스, 이탈리아, 스페인에서 얻은 다양한 지질학적 증거를 제시하여 허턴의 점진론이 옳다는 것을 증명했다. 그는 대부분의 지질학적 변화가 인류 역사에서 매우 점진적이었다고 주장했다. 라이엘은 현재와 과거에 같은 속도로 진행되어 지구의 모든 지질학적 특징을 설명한다는 지질학적 교리인 동일과정설에 대한 증거를 제시했다. 라이엘의 저작들은 인기가 많았고 널리 읽혔으며, 동일과정설의 개념은 지질학계에서 강력하게 자리 잡았다.
1831년, 해안 측량 탐사의 책임자가 된 로버트 피츠로이 선장은 지표를 조사하고 지질학적 조언을 해 줄 적합한 자연학자를 찾고 있었다. 이는 학사 학위를 막 마친 찰스 다윈에게 돌아갔는데, 그는 지질학 봄 학기 수업을 들은 후 세지윅과 2주간의 웨일스 지도 제작 탐사에 동행했다. 피츠로이는 다윈에게 라이엘의 《지질학 원리》를 주었고, 다윈은 라이엘의 사상을 옹호하게 되었다. 그는 자신이 본 지질학적 과정에 대해 동일과정적 원리를 창의적으로 이론화했고, 심지어 라이엘의 일부 사상에 도전하기도 했다. 그는 융기를 설명하기 위해 지구의 팽창을 추측했고, 육지가 융기함에 따라 해양 지역이 가라앉는다는 생각에 기초하여 산호 환초가 침몰하는 화산섬 주변의 둘러싸는 산호초에서 자랐다고 이론화했다. 이 아이디어는 비글호가 코코스 (킬링) 제도를 측량했을 때 확인되었고, 1842년에 그는 《산호초의 구조와 분포》에 대한 자신의 이론을 발표했다. 다윈의 거대 화석 발견은 지질학자로서의 명성을 확립하는 데 도움이 되었고, 그의 멸종 원인에 대한 이론화는 1859년 《종의 기원》에 출판된 자연선택에 의한 진화 이론으로 이어졌다.
지질학적 데이터의 실용적 활용을 위한 경제적 동기는 일부 정부가 지질학 연구를 지원하도록 고무했다. 19세기 동안 캐나다, 호주, 그레이트브리튼섬, 미국을 포함한 여러 국가들은 광대한 지역의 지질 지도를 제작할 지질 조사를 시작했다. 지질 지도는 유용한 암석과 광물의 위치를 제공하며, 이러한 정보는 해당 국가의 광업 및 채석 산업에 도움이 될 수 있었다. 정부와 산업의 지질학 연구 자금 지원으로 기술과 기법이 향상됨에 따라 더 많은 개인이 지질학 연구를 수행하게 되었고, 이는 과학 분야의 확대로 이어졌다.
19세기에 지질학적 연구는 지구의 나이를 수백만 년으로 추정했다. 1862년 물리학자 윌리엄 톰슨 제1대 켈빈 남작은 지구의 나이를 2천만 년에서 4억 년 사이로 정하는 계산을 발표했다. 그는 지구가 완전히 용융된 물체로 형성되었다고 가정하고, 표면 근처가 현재 온도로 식는 데 걸리는 시간을 추정했다. 많은 지질학자들은 톰슨의 추정치가 관찰된 퇴적암의 두께, 생명 진화, 그리고 퇴적암 덮개 아래의 결정질 기반암 형성을 설명하기에는 부적절하다고 주장했다. 20세기 초 방사능 발견은 지구 내부에 추가적인 열원을 제공하여 톰슨이 계산한 나이를 늘릴 수 있게 했으며, 지질학적 사건을 연대 측정하는 수단도 제공했다.

## 20세기
20세기 초 방사성 동위원소가 발견되고 방사능 연대 측정법이 개발되었다. 1911년 아서 홈스는 지질 시대를 측정하는 수단으로 방사성 붕괴를 사용한 선구자 중 한 명으로, 납 동위원소를 사용하여 실론의 샘플이 16억 년 전이라고 연대 측정했다. 1913년 홈스는 임페리얼 칼리지 런던에 재직하면서 그의 유명한 저서 《지구의 나이》를 출판했다. 이 책에서 그는 지질 퇴적이나 지구 냉각에 기반한 방법보다는 방사능 연대 측정 방법의 사용을 강력히 주장했다(많은 사람들이 여전히 켈빈 경의 1억 년 미만 계산에 매달렸다). 홈스는 가장 오래된 시생대 암석이 16억 년 전이라고 추정했지만, 지구의 나이에 대해서는 추측하지 않았다. 수십 년에 걸친 그의 이론 홍보는 그에게 현대 지질연대학의 아버지라는 별명을 안겨주었다.
1921년, 영국 과학 발전 협회 연례 회의 참석자들은 지구의 나이가 수십억 년이고 방사능 연대 측정이 신뢰할 수 있다는 대략적인 합의에 도달했다. 홈스는 1927년에 《지구의 나이, 지질학적 개념 입문》을 출판했는데, 이 책에서 그는 16억 년에서 30억 년 사이의 범위를 제시했으며, 1940년대에는 알프레드 O. C. 니어(Alfred O. C. Nier)가 확립한 우라늄 동위원소의 상대적 풍부도 측정치를 바탕으로 추정치를 45억 ± 1억 년으로 늘렸다. 지구의 나이를 확립한 과학적 증거와 일치하지 않는 이론은 더 이상 받아들여질 수 없었다. 그 이후로 지구의 확립된 나이는 정교해졌지만 크게 변하지는 않았다.

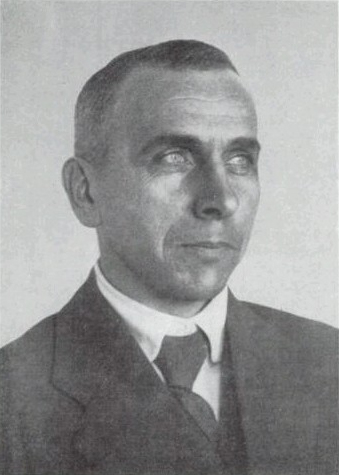
1925년경 알프레트 베게너

1912년 알프레트 베게너는 대륙 이동설을 제안했다. 이 이론은 대륙의 형태와 일부 대륙 간의 일치하는 해안선 지질학이 과거에 대륙들이 합쳐져 판게아라고 알려진 단일 대륙을 형성했음을 시사하며, 그 후 대륙들은 분리되어 해저 위로 뗏목처럼 표류하여 현재의 위치에 도달했다는 것이다. 또한 대륙 이동설은 산 형성의 가능한 설명도 제시했는데, 판 구조론이 대륙 이동설을 기반으로 발전했다.
불행히도 베게너는 이러한 이동에 대한 설득력 있는 메커니즘을 제공하지 못했고, 그의 아이디어는 그의 생전에는 일반적으로 받아들여지지 않았다. 아서 홈스는 베게너의 이론을 받아들이고 대륙을 움직이게 하는 메커니즘인 맨틀 대류설을 제공했다. 그러나 제2차 세계대전 이후에야 대륙 이동을 지지하는 새로운 증거가 축적되기 시작했다. 그 후 20년 동안 대륙 이동 이론은 소수만 믿던 것에서 현대 지질학의 초석이 되는 이론으로 발전했다. 1947년부터 연구는 해저에 대한 새로운 증거를 제공했으며, 1960년 브루스 C. 히젠은 해령 개념을 발표했다. 그 직후 로버트 S. 디츠와 해리 H. 헤스는 해저확장설에서 해령을 따라 해저가 벌어지면서 해양 지각이 형성된다고 제안했다. 이는 맨틀 대류설의 확인으로 간주되었고, 따라서 이론의 주요 걸림돌이 제거되었다.
지구물리학적 증거는 대륙의 측면 운동과 해양 지각이 대륙 지각보다 젊다는 것을 시사했다. 이 지구물리학적 증거는 또한 자기 광물에 기록된 지자기 방향의 기록인 고지자기학 가설을 촉발시켰다. 영국 지구물리학자 S. K. 런콘은 대륙이 지구의 자기극에 상대적으로 이동했다는 자신의 발견으로부터 고지자기 개념을 제안했다. 처음부터 해저 확장 가설과 대륙 이동을 지지했던 존 투조 윌슨은 변환 단층 개념을 모델에 추가하여 지구상에서 판의 이동성을 가능하게 하는 단층 유형의 분류를 완성했다. 1965년 런던 왕립 학회에서 열린 대륙 이동 심포지엄은 과학계에서 판 구조론을 공식적으로 받아들이기 시작한 것으로 간주되어야 한다. 이 심포지엄의 초록은 Blacket, Bullard, Runcorn; 1965년에 발행되었다. 이 심포지엄에서 에드워드 불라드와 동료들은 컴퓨터 계산을 통해 대서양 양쪽 대륙이 바다를 닫기 위해 어떻게 가장 잘 맞춰질 수 있는지 보여주었는데, 이는 유명한 "불라드의 적합"으로 알려지게 되었다. 1960년대 후반까지 가용 증거의 무게는 대륙 이동을 일반적으로 받아들여지는 이론으로 보았다.

## 현대 지질학
달의 충돌구 분포에 건전한 층서학적 원리를 적용함으로써 유진 멀 슈메이커가 거의 하룻밤 사이에 달 연구를 달 천문학자들로부터 달 지질학자들에게 넘겨주었다고 주장할 수 있다.
최근 몇 년 동안 지질학은 지구, 그 표면 특징 및 내부 구조의 특성과 기원에 대한 연구라는 전통을 이어왔다. 20세기 후반에 변한 것은 지질학 연구의 관점이다. 지질학은 이제 대기권, 생물권, 수권 등 더 넓은 맥락에서 지구를 고려하는 보다 통합적인 접근 방식을 사용하여 연구되었다. 지구의 넓은 범위 사진을 찍는 우주의 위성들이 그러한 관점을 제공한다.
1972년, 미국 항공 우주국과 미국 지질조사국이 공동 관리하는 일련의 위성 임무인 랜드샛 프로그램은 지질학적으로 분석할 수 있는 위성 이미지를 제공하기 시작했다. 이러한 이미지는 주요 지질 단위를 매핑하고, 광대한 지역의 암석 유형을 인식하고 상관시키며, 판 구조론의 움직임을 추적하는 데 사용될 수 있다. 이 데이터의 몇 가지 응용 분야에는 지질학적으로 상세한 지도를 제작하고, 천연 에너지원을 찾으며, 판 이동으로 인한 가능한 자연재해를 예측하는 능력이 포함된다.

## 같이 보기
- 지자기의 역사
- 고생물학사
- 지구과학 개요
- 훔볼트 과학
- 지질학의 연표
- 지구물리판구조론 발달사 연표 (1954년 이전)

## 추가 자료
- Bowler, Peter J. (2000). 《The earth encompassed : a history of the environmental sciences》 1 Amer.판. New York: Norton. ISBN 978-0-393-32080-0.
- Burek, C.V.; Higgs, B., 편집. (2007). 《The Role of Women in the History of Geology: Special Publication no 281》. London, England: Geological Society of London. ISBN 978-1862392274.
- Kooijmans, Luuc (2004). 《De doodskunstenaar – de anatomische lessen van Frederik Ruysch》 (네덜란드어). Amsterdam: Bert Bakker. ISBN 978-90-351-2673-2. 2012년 1월 10일에 확인함.
- Leddra, Michael (2010). 《Time matters : geology's legacy to scientific thought》. Chichester: Wiley. ISBN 978-1-4051-9908-7.
- O'Hara, Kieran D. (2018). 《A Brief History of Geology》. Cambridge, England: Cambridge University Press.[{{{설명}}}]